# فداحسین مالکی
فداحسین مالکی (زادهٔ ۲۲ دی ۱۳۳۳) سیاستمدار اهل ایران که در سمت‌های مختلفی از جمله سفیر سابق ایران در افغانستان، مشاور رئیس‌جمهور، دبیر سابق ستاد مبارزه با مواد مخدر و نمایندگی مجلس ایران خدمت کرده است. مالکی در انتخابات مجلس یازدهم به عنوان نماینده دوم حوزه انتخابیه زاهدان انتخاب شد.
وی در در شهریور ۱۳۹۱ دولت یازدهم عضو هیئت مدیره باشگاه فرهنگی ورزشی پرسپولیس بود و در مقطعی رئیس هیئت مدیره باشگاه بود.

## زندگی
فداحسین مالکی در ۲۲ دیِ ۱۳۳۳ در خانواده‌ای مذهبیِ کشاورز در روستای اسماعیل قنبر از توابع بخش شیب آب سابق شهرستان زابل بدنیا آمد اما محل دائمی زندگی خانواده اش در روستای کرمی شیب آب بود.
دوران تحصیل را در روستای تیمور آباد گذراند و در طول ۷ سال تحصیل در مدرسه روستای تیمور آباد، همزمان تابستانها برای فراگیری قرآن مجید به مکتب خانه ملا حسین که از روحانیون محلی و از دوستان پدرش در تیمور آباد بود، می‌رفت.
بعد از اتمام دوره دبستان برای ادامه تحصیل راهی شهر زابل شد و برای دوره دبیرستان برای ادامه تحصیل به شهر اقلید فارس رفت. وی در دوران سربازی در سال‌های ۵۵ و ۵۶ به فعالیت مبارزاتی و توزیع اعلامیه‌ها در پادگان شیراز و اهواز می‌پرداخت. وبی در سال ۵۷ درحالی‌که دانشجوی داروسازی بود، درس را رها و در شیراز به انقلابیون پیوست و مسئولیت یکی از گروه‌های ضربت در شیراز را بر عهده گرفت و زیر نظر بهاءالدین محلاتی و دستغیب به فعالیت پرداخت.

## پس از انقلابِ ۱۳۵۷
وی پس از پیروزی انقلاب اسلامی ایران به‌همراه جمعی از نیروهای انقلابی، جهاد سازندگی سیستان را تشکیل داد و ضمن حضور در جهاد سازندگی، بخشدار میان کنگی هم بود. با شروع جنگِ ایران و عراق وی به همراه محسن قرائی وفا از طرف محمدعلی رجایی، بسیج مستضعفان را در استان تشکیل داد و به آموزش جوانان منطقه پرداخت و اولین نفری بود که عازم جبهه شد
بعد از بازگشت از جبهه با حضور در بلوچستان مدتی بخشدار بمپور و پس از آن سرپرست فرمانداری ایرانشهر بود. پس از آن به زاهدان آمد و به عنوان مدیر کل تربیت بدنی استان مشغول به کار شد. مالکی سپس فرماندار زاهدان شد و به دلیل جنگ مسئولیت پشتیبانی جنگ را هم بعهده داشت.
مالکی بعدها فرماندار سراوان شد و سپس به لحاظ تصمیم دولت به توسعه بندر چابهار، به عنوان فرماندار ویژه این منطقه ویژه اقتصادی به آنجا عزیمت کرد و ۱۴ سال در این منطقه بود. وی سپس به عنوان مدیر کل ستادی وزارت کشور و همچنین ریاست هیئت تخلفات وزارت کشور در تهران مشغول شد.
مالکی در دوره ریاست جمهوری سیّد محمّد خاتمی به عنوان معاون سازمان بازرسی کل کشور مشغول بکار شد. وی در دوره احمدی‌نژاد به عنوان دبیرکل ستاد و جانشین رئیس‌جمهور در ستاد مبارزه با مواد مخدر کار کرد و در تابستان ۱۳۹۱ به عنوان نماینده ویژه رئیس‌جمهور و رئیس ستاد مرکزی مبارزه با قاچاق کالا و ارز مشغول شد.
او در دولت یازدهم عضو هیئت مدیره باشگاه فرهنگی ورزشی پرسپولیس بود و در مقطعی رئیس هیئت مدیره باشگاه بود.

## ماجرای درگیری باسعید نمکیوزیر بهداشت
ابتدا فداحسین مالکی نماینده مردم زاهدان و عضو کمیسیون امنیت ملی و سیاست خارجی مجلس در صفحه شخصی خود در توئیتر نوشت:
«دائماً دربارهٔ مردم مظلوم سیستان و بلوچستان دروغ می‌گویند. آمارهای غلط از تعداد جانباختگان می‌دهند. تجهیزات و بیمارستان نداریم، می‌گویند تخت‌ها خالی است. اعتراض هم که می‌کنیم، هتاکی می‌کنند.»

وی افزود: مراقب بهداشت روان و دهانتان باشید آقای وزیر بهداشت!
جدال لفظی این دو در تیر ماه ۱۴۰۰ در جلسه ستاد مقابله با کرونای استان که به صورت زنده از شبکه استانی پخش می‌شد حول موضوع وضعیت امکانات بهداشت و درمان در استان سیستان و بلوچستان صورت گرفت که جنجال‌ساز بود.

## دوران سفارت در افغانستان و ساخته شدن سد کمال‌خان
مالکی در سال ۱۳۹۰ سفیر ایران در افغانستان بود. در همان زمان کار احداث بند کمال خان در افغانستان به صورت جدی کلید خورد. عدم تحرک دستگاه دیپلماسی ایران و به ویژه فداحسین مالکی سفیر وقت ایران در تبیین حقابه ایران در آن مقطع زمانی از انتقادات جدی به عملکرد وی است.

## تاریخچه انتخاباتی
| سال  | انتخابات          | رأی    | ٪     | رتبه | نتیجه  | منبع   |
| ---- | ----------------- | ------ | ----- | ---- | ------ | ------ |
| ۱۳۸۲ | مجلس شورای اسلامی | ۵۰٬۸۷۷ | ۲۸٫۳۱ | ۴    | شکست   | [ ۱۲ ] |
| ۱۳۹۰ | مجلس شورای اسلامی | ۵۳٬۵۲۹ | ۱۴٫۷۰ | ۴    | شکست   | [ ۱۳ ] |
| ۱۳۹۸ | مجلس شورای اسلامی | ۶۳٬۲۷۷ | ۳۶٫۱۵ | ۲    | پیروزی | [ ۱۴ ] |

وی در سال ۱۳۹۸ به عنوان نماینده شهر زاهدان از استان سیستان و بلوچستان برگزیده شد و در انتخابات مجلس شورای اسلامی رای آورد